# Liste der Kulturdenkmale in Dehnitz
Die Liste der Kulturdenkmale in Dehnitz enthält die in der amtlichen Denkmalliste des Landesamtes für Denkmalpflege Sachsen ausgewiesenen Kulturdenkmale im Wurzener Ortsteil Dehnitz.

## Legende
- Bild: Bild des Kulturdenkmals, ggf. zusätzlich mit einem Link zu weiteren Fotos des Kulturdenkmals im Medienarchiv Wikimedia Commons. Wenn man auf das Kamerasymbol klickt, können Fotos zu Kulturdenkmalen aus dieser Liste hochgeladen werden:
- Bezeichnung: Denkmalgeschützte Objekte und ggf. Bauwerksname des Kulturdenkmals
- Lage: Straßenname und Hausnummer oder Flurstücknummer des Kulturdenkmals. Die Grundsortierung der Liste erfolgt nach dieser Adresse. Der Link (Karte) führt zu verschiedenen Kartendiensten mit der Position des Kulturdenkmals. Fehlt dieser Link, wurden die Koordinaten noch nicht eingetragen. Sind diese bekannt, können sie über ein Tool mit einer Kartenansicht einfach nachgetragen werden. In dieser Kartenansicht sind Kulturdenkmale ohne Koordinaten mit einem roten bzw. orangen Marker dargestellt und können durch Verschieben auf die richtige Position in der Karte mit Koordinaten versehen werden. Kulturdenkmale ohne Bild sind an einem blauen bzw. roten Marker erkennbar.
- Datierung: Baubeginn, Fertigstellung, Datum der Erstnennung oder grobe zeitliche Einordnung entsprechend des Eintrags in der sächsischen Denkmaldatenbank
- Beschreibung: Kurzcharakteristik des Kulturdenkmals entsprechend des Eintrags in der sächsischen Denkmaldatenbank, ggf. ergänzt durch die dort nur selten veröffentlichten Erfassungstexte oder zusätzliche Informationen
- ID: Vom Landesamt für Denkmalpflege Sachsen vergebene, das Kulturdenkmal eindeutig identifizierende Objekt-Nummer. Der Link führt zum PDF-Denkmaldokument des Landesamtes für Denkmalpflege Sachsen. Bei ehemaligen Kulturdenkmalen können die Objektnummern unbekannt sein und deshalb fehlen bzw. die Links von aus der Datenbank entfernten Objektnummern ins Leere führen. Ein ggf. vorhandenes Icon  führt zu den Angaben des Kulturdenkmals bei Wikidata.

## Dehnitz
| Bild           | Bezeichnung | Lage                                           | Datierung                  | Beschreibung | ID       |
| -------------- | --- | ---------------------------------------------- | -------------------------- | --- | -------- |
|                | Brunnenanlage | Brunnenanlage Goldenes Tälchen Dehnitz (Karte) | 1927                       | stelenartiges Brunnenhaus und rechteckiges Wasserbecken, errichtet zur Erinnerung an den Lehrer und Kantor Gustav Voigtmann († 1926), orts- und heimatgeschichtlich von Bedeutung Klinkermauerwerk, verputzt, eiserne Tür mit ovaler Öffnung, diese mit Ziergitter | 09306244 |
| Weitere Bilder | Denkmal für die Gefallenen des Ersten Weltkrieges                                                                           | Alte Dorfstraße (Karte)                        | nach 1918 (Kriegerdenkmal) | ortsgeschichtlich von Bedeutung, Granitstein mit Einfriedung. Gedenkstein mit Inschrift und Aufzählung der Gefallenen „Im Völkerringen 1914/1918 starben ... Wir kämpften wir litten wir starben für Euch“, Granitstein mit vier Treppenstufen und Einfriedung. | 09255797 |
|                | Scheune eines Bauernhofes                                                                                                   | Alte Dorfstraße 2 (Karte)                      | um 1800                    | wirtschaftsgeschichtlich von Bedeutung, eines der ältesten Gebäude im Ort, kräftiges, regelmäßiges Fachwerk mit Lehmausstakung. Scheune mit Krüppelwalmdach. | 09255792 |
| Weitere Bilder | Wohnhaus, Auszugshaus, Seitengebäude und Scheune eines Vierseithofes sowie Hofeinfriedung                                   | Alte Dorfstraße 7 (Karte)                      | 2. Hälfte 19. Jh.          | Putzbauten, Wohnhaus über Bruchsteinsockel, ortsbildprägende und geschlossen erhaltene Hofanlage, baugeschichtlich und wirtschaftsgeschichtlich von Bedeutung. Scheune aus Bruchsteinmauerwerk. | 09255795 |
|                | Portalgewände eines Bauernhauses                                                                                            | Am Mühlbach 6 (Karte)                          | bez. 1777                  | handwerklich-künstlerisch von Bedeutung barockes Korbbogenportal | 09256047 |
|                | Wohnhaus, Seitengebäude und Scheune eines Dreiseithofes, mit Einfriedung                                                    | Am Mühlbach 16 (Karte)                         | 19. Jh.                    | gute architektonische Gestaltung, Putzfassade, wichtig für das Ortsbild, baugeschichtlich von Bedeutung. Scheune mit Krüppelwalmdach, Gesindehaus mit Satteldach. | 09255799 |
| Weitere Bilder | Wegestein | Am Wachtelberg (Karte)                         | 1. Hälfte 19. Jh.          | Steinwegweiser aus Sandstein, verkehrsgeschichtlich von Bedeutung. Beschriftung „Wurzen“, „Nemt 2,5 km“, Richtungspfeile | 09255302 |
|                | Villa | Am Wachtelberg 2a (Karte)                      | 1908                       | baugeschichtlich und ortshistorisch von Bedeutung, Putzbau im Reformstil der Zeit um 1905, erbaut für den Ingenieur Johannes Joseph Finke, Prokurist und Mitinhaber der Firma H. Aug. Schmidt, Transportanlagenbau. | 09302741 |
|                | Villa Marx | Am Wachtelberg 6 (Karte)                       | um 1910                    | baugeschichtlich von Bedeutung, Putzfassade im Reformstil der Zeit um 1910, halbrunder Vorbau mit Halbkegeldach, erbaut für Curt Theodor Marx, Prokurist der Chemischen Werke Gebr. Klug. Villa mit Einfriedung, Putzfassade, zur Straßenfront halbrunder Vorbau mit Halbkegeldach, Mansarddach. Einfriedung 2009 nicht mehr erhalten. | 09255786 |
| Weitere Bilder | Bismarckturm; Wachtelbergturm (Aussichtsturm, einschließlich der mit Stützmauern gefassten Teile der Bergkuppe)             | Am Wachtelberg 7 (Karte)                       | 1908–1909                  | Bismarckturm als Aussichtsturm in Polygonalmauerwerk (Porphyr) ausgeführt, imposantes Bauwerk von prägender Wirkung (nach Entwurf des Architekten Wilhelm Kreis), Landschaftsmarke, baugeschichtlich und ortsgeschichtlich von Bedeutung. Aussichtsplattform auf geböschtem Unterbau, Ecken durch dorisierende Säulen betont, über quadratischer Plattform runder Aufsatz, Wetterfahne bezeichnet 1908, Stützmauern mit halbrunden Mittelteil (Austritt), kreisförmiger Turmabschluss mit Austritt und Zinnenring, Zutritt zum Turm über Treppenanlage. | 09255743 |
|                | Villa Richard Klug | Am Wachtelberg 8; 10 (Karte)                   | bez. 1901                  | Putzfassade im Reformstil der Zeit um 1900, mit Mittelrisalit, Fachwerk im Obergeschoss, originale Jugendstilfenster und Jugendstiltür, als frühes Werk des bedeutenden Architekten Fritz Schumacher, von überregionaler kunsthistorischer und baugeschichtlicher Bedeutung. Villa, zweigeschossig, Eintrittsbereich überdacht, Südseite stark veränderte Veranda darüber Balkon, Fenster- und Türöffnungen rechteckig oder rundbogig. | 09255788 |
|                | Villa Friedrich Klug; auch Landhaus Else (Villa mit Garten)                                                                 | Am Wachtelberg 12 (Karte)                      | 1902–1903                  | typischer Villenbau der Erbauungszeit von überzeugender Gestaltung, im Heimatstil, kubischer Baukörper mit Mansarddach und Anbauten, malerisches Erscheinungsbild, Putzfassade, Innen mit originalen Ausstattungsteilen, baugeschichtlich von Bedeutung. Villa, Putzfassade, Vorhalle mit aufsitzendem Balkon, Oberlichter teilweise mit Jugendstilverglasung, an den Giebelseiten Risalite, Mansarddach. | 09255787 |
| Weitere Bilder | Wasserwerk I Wurzen (Wasserwerk (mit technischer Ausstattung, Brunnen, Notstromaggregat und Brückenkran) sowie Einfriedung) | Am Wasserwerk 7 (Karte)                        | 1892–1893                  | Ziegelbau, ortshistorisch und versorgungsgeschichtlich von Bedeutung Pumpen- und Brunnenhaus: eingeschossiger Klinkerbau mit flachem Satteldach, vier × vier Achsen, zwei Öffnungen für Türen, eine Tür ist original erhalten, Rundbogenfenster mehrfach untergliedert, Brunnen rund mit Ziegelsteinen ausgemauert, Notstromaggregat / Dieselmotor der Firma SKL, Magdeburg-Buckau, bauzeitlichem Brückenkran und Druckausgleich-Öffnung außerhalb des Gebäudes. Geschichte Das Wasserhebewerk wurde 1892 errichtet und ging 1894 in Betrieb. Es ersetzte den seit dem 15. Jh. betriebenen Tonneborn, der die Stadt Wurzen mit Quellwasser versorgte. Im neu errichteten Werk hoben dampfbetriebene Kolbenpumpen Grundwasser und leiteten es über ein weit verzweigtes Rohrleitungsnetz (1903 21 km) in den 1893 errichteten Wasserturm (Clara-Zetkin-Straße 8, bis 1992 in Betrieb), der als Speicher diente. Am Wasserwerk wurde zeitgleich das Wohnhaus des Wassermeisters errichtet. Bis 1930 modernisierte man das Werk und ersetzte die alten Pumpen durch zwei vertikale Tiefbrunnenkreiselpumpen mit Elektroantrieb. Aufgrund der zu niedrigen Fördermenge teufte man 1936 250 m südlich des Werkes einen neuen Brunnen ab. Ab 1949 war das Werk ein kommunaler Eigenbetrieb. Im selben Jahr wurde wegen unzureichender Fördermenge ein zweites Wasserwerk (Wasserwerk II) mit vier Bohr- und Sammelbrunnen im Bereich der Mulde errichtet, In den Jahren 1993/94 erhielt das erste Wasserwerk wegen schlechter Wasserwerte eine Denitrifikationsanlage. | 09305864 |
|                | Häusleranwesen, mit Wohnhaus, Scheune und Stallgebäude                                                                      | Osterblumenweg 1 (Karte)                       | nach 1870                  | schlichte Putzbauten, sozialgeschichtlich und wirtschaftsgeschichtlich von Bedeutung. Dreiseithof, Bauernhaus eingeschossig, mit Drempelgeschoss, Scheune mit rundbogigem Torsturz in Klinker, ebenso Tür und Fensteröffnungen. Erfasst unter der Anschrift: Am Wachtelberg 3. Laut ALK-Daten: Osterblumenweg 1, lt. Hausnummernschild: Osterblumenweg 3 (Juni 2009). | 09255789 |
| Weitere Bilder | Windmühle Dehnitz (Turmholländer mit angebautem Wirtschaftsgebäude)                                                         | Osterblumenweg 15 (Karte)                      | 1876                       | Windmühlen-Turmstumpf aus Bruchsteinmauerwerk, ohne Holzaufbau, ortsgeschichtlich und wirtschaftsgeschichtlich von Bedeutung. konischer Turmstumpf rundbogigen Fensteröffnungen, Bruchstein. Mühlenstandort bereit um 1800 belegt, Vorgängerbau von 1870 im Jahr 1876 vollständig abgebrannt, im selben Jahr Wiederaufbau, ab 1884 mit Dampfantrieb mit angeschlossenem Gleichstromgenerator, ursprünglich mit Bäcker (1945 zerstört), 1984 Einsturz der hölzernen Kuppel, Reste der Mechanik. Erfasst unter der Anschrift: Am Wachtelberg 5. | 09255790 |